# كريستوفر أوستين
كريستوفر أوستين (بالإنجليزية: Christopher Austin)‏ هو موزع بريطاني، ولد في 14 نوفمبر 1968.

## وصلات خارجية
- كريستوفر أوستين على موقع IMDb (الإنجليزية)
- كريستوفر أوستين على موقع ميوزك برينز (الإنجليزية)
- كريستوفر أوستين على موقع ديسكوغز (الإنجليزية)
- كريستوفر أوستين على موقع قاعدة بيانات الفيلم (الإنجليزية)